# 609 Fulvia
609 Fulvia este un asteroid din centura principală, descoperit pe 24 septembrie 1906, de Max Wolf.